# 4월 9일
4월 9일은 그레고리력으로 99번째(윤년일 경우 100번째) 날에 해당한다.

## 사건
- 193년 - 셉티미우스 세베루스가 로마 황제임을 선언하다.
- 537년 - 로마의 포위 공격: 동로마 제국의 장군 벨리사리우스가 1,600명의 병력을 증원받고 수적으로 열세였음에도 동고트 왕국 비티게스 왕의 캠프를 습격함으로써 전쟁이 교착상태에 빠지다.
- 1241년 - 레그니차 전투가 발발하다.
- 1940년 - 베저위붕 작전: 독일이 덴마크와 노르웨이를 침공하다.
- 1975년 - 인혁당 사건과 관련된 8명의 피고들이 사형 선고를 받은 지 20시간 만에 모두 사형에 처해졌다. 이 사건으로 국제사법계에서는 사법살인이라는 비평과 함께 4월 9일을 국제사법계의 암흑의 날로 선포하였다. 2007년 대법원 재심에서 인혁당 사건이 고문에 의한 날조사건이라는 사실을 들어 피의자에게 무죄평결이 내려짐에 따라서 명예가 회복되었다.
- 1988년 - 문귀동 경장이 부천서 성고문 사건 관련하여 전격 구속되다.
- 1991년 - 조지아가 소련으로부터 독립을 선언하다.
- 1993년 - 조선민주주의인민공화국의 독재자 김정일, 국방위원장으로 추대되다.
- 2008년
  - 대한민국에서 18대 총선이 열렸다.
  - 홍콩의 저비용 항공사인 오아시스 홍콩 항공이 파산했다.
- 2009년
  - 알제리 2009년 대통령 선거에서 압델아지즈 부테플리카가 90% 이상의 득표율로 세 번째로 당선되었다.
  - 조선민주주의인민공화국의 통치자 김정일, 국방위원장으로 재추대되고 헌법을 고쳐 헌법상의 국가원수직에 오르다.
- 2014년 - 조선민주주의인민공화국의 통치자 김정은, 당 제1비서로 재추대되다.

## 문화
- 1959년 - NASA가 머큐리 계획 우주 비행사 명단을 발표하다.
- 1968년 - 보잉 737이 처녀비행하다.
- 2009년 - 프로야구에서 송진우가 최초 통산 3000이닝을 달성했다.
- 2013년 - 마이크로소프트에서 서비스팩이 설치되지 않은 윈도우 7에 대한 지원을 중단했다.
- 2021년 - 전투기의 KF-X 시제기가 도입되었다.

## 탄생
- 1285년 - 원나라의 4대 황제 원 인종(仁宗). (~1320년)
- 1336년 - 티무르 제국의 창시자 티무르. (~1405년)
- 1648년 - 스페인 왕위계승전쟁의 잉글랜드 군인, 골웨이 백작 앙리 드 마스. (~1720년)
- 1784년 - 에스파냐의 군인 라파엘 델 리에고. (~1823년)
- 1802년 - 핀란드의 문헌학자 엘리아스 뢴로트. (~1884년)
- 1821년 - 프랑스의 작가 샤를 보들레르. (~1867년)
- 1879년 - 소련의 정치가 안드리 리비츠키. (~1954년)
- 1889년 - 러시아 태생 미국의 바이올리니스트 겸 작곡가 에프렘 짐발리스트. (~1985년)
- 1914년 - 조선민주주의인민공화국의 배우 김선영. (~1995년)
- 1924년 - 대한민국의 군인, 정치인 김재규. (~1980년)
- 1926년 - 미국의 출판인 휴 헤프너. (~2017년)
- 1930년 - 이탈리아의 정치가, 제2대 세계무역기구 사무총장 레나토 루지에로. (~2020년)
- 1931년 - 일본의 수학자 히로나카 헤이스케.
- 1933년 - 프랑스의 배우 장폴 벨몽도. (~2021년)
- 1936년 - 대한민국의 역사학자 유영익. (~2023년)
- 1939년 - 대한민국의 정치인, 경제학자 윤식. (~2023년)
- 1940년 - 대한민국의 배우 김영인.
- 1941년 - 대한민국의 정치인 이정무. (~2025년)
- 1945년 - 대한민국의 기업인 우지현.
- 1948년 - 미국의 정치인 보니 캠벨.
- 1950년 - 캐나다의 배우 존 맥칼럼. (~2025년)
- 1952년
  - 대한민국의 배우 신연숙.
  - 대한민국의 금융인, 공무원 이주형. (~2024년)
- 1953년
  - 대한민국의 경제학자, 금융인 이동걸.
  - 미국의 예술가 민영순. (~2024년)
  - 대한민국의 쌍용그룹 제3대 회장, 기업인 김석준.
- 1954년
  - 대한민국의 정치인 차긍호. (~2014년)
  - 미국의 배우 데니스 퀘이드.
- 1955년 - 일본의 황족, 도모히토 친왕(寛仁親王)의 비 도모히토 친왕비 노부코.
- 1956년 - 대한민국의 아나운서 지영서.
- 1957년 - 프랑스의 펜싱 선수 필리프 리부.
- 1960년 - 스페인의 영화감독 이자벨 코이제트
- 1962년 - 대한민국의 성우 서혜정.
- 1963년 - 미국의 패션 디자이너 마크 제이컵스.
- 1965년 - 대한민국의 기자, 앵커, 방송인 박영환.
- 1966년
  - 대한민국의 정치인 장준용.
  - 미국의 배우 신시아 닉슨.
- 1968년
  - 대한민국의 강사, 방송인 최은정.
  - 미국의 레슬링 선수 테리 브랜즈.
  - 미국의 레슬링 선수 톰 브랜즈.
- 1970년 - 대한민국의 가수 홍원빈.
- 1971년 - 대한민국의 성우 최윤아.
- 1972년
  - 영국의 배우 니브 매킨토시.
  - 대한민국의 전 야구 선수 김영진.
- 1973년 - 대한민국의 법조인 한동훈.
- 1974년 - 러시아의 연쇄살인범 알렉산드르 피추시킨.
- 1975년
  - 미국의 영화 감독 데이비드 고든 그린.
  - 잉글랜드의 축구 선수 로비 파울러.
- 1976년
  - 대한민국의 전 배구 선수, 배구 감독 최태웅.
  - 대한민국의 만화가 임주연.
- 1977년 - 미국의 싱어송라이터, 만화가, 작가 제라드 웨이.
- 1978년
  - 포르투갈의 축구 선수 조르즈 안드라드.
  - 일본의 성우 오오하라 타카시.
- 1979년
  - 오스트리아의 알파인 스키 선수 미하엘 마트.
  - 대한민국의 배우 김석균. (~2009년)
  - 프랑스의 베트남계 배우, 작가, 블로거, 전직 포르노 배우 셀린 트랑.
- 1980년
  - 대한민국의 배우 이요원.
  - 대한민국의 영화 감독 남궁선.
- 1981년
  - 미국의 전 야구 선수 A. J. 엘리스.
  - 대한민국의 야구 선수 용덕한.
- 1982년
  - 캐나다의 배우 제이 배러셜.
  - 대한민국의 희극인 김진규.
  - 대한민국의 축구 선수 조성환.
  - 대한민국의 배우 이민웅.
- 1984년 - 대한민국의 가수 이경선.
- 1985년 - 일본의 가수, 영화배우 야마시타 토모히사.
- 1986년 - 미국의 배우 레이턴 미스터.
- 1987년
  - 미국의 가수 및 배우 제시 매카트니.
  - 아일랜드의 권투 선수 패디 반스.
  - 프랑스의 축구 선수 블레즈 마튀디.
- 1988년
  - 대한민국의 가수 유이 (애프터스쿨).
  - 일본의 배우 유키 사야.
- 1989년 - 아르헨티나의 축구 선수 루카스 카스트로.
- 1990년 - 미국의 배우 크리스틴 스튜어트.
- 1991년
  - 대한민국의 배우 김도연.
  - 프랑스의 배우 마린 박트.
- 1992년
  - 대한민국의 가수 유권 (블락비).
  - 대한민국의 축구 선수 양기훈.
- 1993년 - 대한민국의 배우 최경훈.
- 1994년
  - 대한민국의 야구 선수 윤대경.
  - 대한민국의 축구 선수 한지원.
  - 대한민국의 전 축구 선수 김성중.
  - 스웨덴의 축구 선수 밈미 라르손.
  - 대한민국의 기업인 황희정.
- 1995년
  - 대한민국의 배우 김다미.
  - 대한민국의 가수 보라미유.
- 1996년
  - 대한민국의 가수 민서.
  - 대한민국의 가수 서동성.
  - 아르헨티나의 축구 선수 조바니 로 셀소.
- 1997년
  - 대한민국의 아나운서 김수민.
  - 대한민국의 가수 미노이.
  - 대한민국의 축구 선수 김주헌.
  - 조선민주주의인민공화국의 레슬링 선수 김선향.
- 1998년
  - 미국의 배우 엘 패닝.
  - 대한민국의 래퍼 365LIT.
  - 대한민국의 리그 오브 레전드 프로게이머 무진.
- 1999년
  - 잉글랜드의 배우 아이작 헴프스테드라이트.
  - 프랑스의 배우 아나마리아 바르톨로메이.
  - 미국의 래퍼 릴 나즈 엑스.
  - 대한민국의 성우 채림.
- 2000년
  - 미국의 가수 재키 이베잉코.
  - 일본의 피겨스케이팅 선수 사카모토 가오리.
  - 캐나다의 프리스타일 스키 선수 마리옹 테노.
  - 포르투갈의 축구 선수 티아구 잘로.
- 2001년
  - 대한민국의 카트라이더 프로게이머 유창현.
  - 대한민국의 리그 오브 레전드 프로게이머 아이스.
- 2002년 - 대한민국의 가수 류정운.
- 2004년 - 대한민국의 배우 김수정.
- 2013년 - 대한민국의 아역 배우 서이수.

## 사망
- 기원전 585년 - 일본 초대 덴노 진무 천황. (기원전 711년~)
- 92년 - 중국 후한 초의 정치가 원안. (?~)
- 436년 - 중국 남북조시대 송나라의 장군 단도제. (?~)
- 491년 - 로마 제국의 황제 제논. (425년~)
- 806년 - 일본 제50대 덴노 간무. (737년~)
- 1024년 - 제143대의 교황 교황 베네딕토 8세. (980년~)
- 1483년 - 잉글랜드의 왕 에드워드 4세. (1442년~)
- 1557년 - 핀란드의 성직자 미카엘 아그리콜라. (1510년~)
- 1626년 - 영국의 철학자 프랜시스 베이컨. (1561년~)
- 1804년 - 프랑스의 정치인 자크 네케르. (1732년~)
- 1936년 - 프랑스의 천문학자 모리스 아미. (1861년~)
- 1961년 - 알바니아의 국왕 조구 1세. (1895년~)
- 1975년 - 대한민국의 교육자, 정치인 도예종. (1924년)
- 2009년 - 미국의 야구 선수 닉 아덴하트. (1986년~)
- 2011년 - 미국의 영화감독 시드니 루멧. (1924년~)
- 2015년 - 대한민국의 기업인, 정치인 성완종. (1951년~)
- 2016년 - 대한민국의 군인, 기업인 변응주. (1929년~)
- 2017년 - 대한민국의 배우 김영애. (1951년~)
- 2019년 - 대한민국의 공무원, 정치인 안찬희. (1930년~)
- 2020년
  - 대한민국의 정치인 김덕규. (1941년~)
  - 대한민국의 조류학자 원병오. (1929년~)
  - 독일의 영화배우 에른스트 게오르그 츠윌. (1939년~)
  - 중화인민공화국의 무술가 하금명. (1925년~)
  - 영국의 통계학자 하비 골드스타인. (1939년~)
- 2021년
  - 영국의 왕족 에든버러 공작 필립. (1921년~)
  - 미국의 래퍼 DMX. (1970년~)
- 2022년
  - 독일의 영화배우 우베 봄. (1962년~)
  - 영국의 소설가 잭 히긴스. (1929년~)
- 2023년
  - 대한민국의 만화가 고유성. (1948년~)
  - 홍콩의 영화배우 오요한. (1939년~)
- 2024년
  - 소련의 우주인 블라디미르 악쇼노프. (1935년~)
  - 미국의 영화배우 패티 애스터. (1950년~)
- 2025년
  - 대한민국의 목사 김신조. (1942년~)
  - 미국의 영화배우 멜 노박. (1934년~)
  - 대한민국의 무용가 문병남. (1961년~)
  - 대한민국의 야구인 박상열. (1955년~)
  - 캐나다의 교수 존 반 시터스. (1935년~)

## 기념일
- 대일본 전쟁 희생자 추모일(Bataan Day): 필리핀
- 국가 통일의 날(Day of National Unity): 조지아
- 순교자의 날(Martyr's Day): 튀니지
- 핀란드어의 날(Day of the Finnish Language): 핀란드

## 같이 보기
- 전날: 4월 8일 다음날: 4월 10일 - 전달: 3월 9일 다음달: 5월 9일
- 음력: 4월 9일
- 모두 보기